# U 315
U 315 war ein deutsches Unterseeboot des Typs VII C, das im Zweiten Weltkrieg hauptsächlich zur Bekämpfung von Konvois in der Barentssee eingesetzt wurde.

## Geschichte
U 315 wurde am 25. August 1941 zusammen mit seinen Schwesterbooten U 313, U 314 und U 316 bei den Lübecker Flender-Werken in Auftrag gegeben. Die Kiellegung war am 7. Juli 1942, der Stapellauf erfolgte am 29. Mai 1943 und die Indienststellung unter Oberleutnant zur See Herbert Zoller, zuvor WO auf U 569, fand am 10. Juli 1943 statt. U 315 führte am Turm als Maling eine Hand, die aus dem Wasser kommt und ein Schiff zerstört. U 315 absolvierte elf Unternehmungen, auf denen ein Schiff mit 4.996 BRT und ein Kriegsschiff mit 1.370 t versenkt wurden.
Am 14. September 1944 lief U 315 von Hammerfest aus in Richtung Kola-Fjord. Zoller hatte die Anweisung ein im dortigen sowjetischen Marinestützpunkt an der Mündung der Wajenga liegendes Kriegsschiff anzugreifen. Die Archangelsk war zu diesem Zeitpunkt das größte Schiff der Roten Flotte. Das Schiff war als HMS Royal Sovereign ursprünglich Teil der britischen Flotte gewesen und im Zuge der Reparationen der Auflösung der italienischen Regia Marina ersatzweise als Ausgleich an die UdSSR übergeben und umbenannt worden. Seitdem lag die Archangelsk in der stark gesicherten Wajengabucht. Bei der Anfahrt ins Einsatzgebiet verfing sich U 315 mehrmals in Netzsperren, die am Grund des Fjordes verankert waren. Da die dadurch erforderlichen langwierigen Manöver zur Befreiung des Bootes dessen Batteriekapazitäten rasch überforderten und zudem die Verlässlichkeit der Navigation einschränkten, entschied sich Kommandant Zoller, den Angriff aufzugeben. Das Boot lief am 25. September wieder in Hammerfest ein. Die Archangelsk verblieb während des gesamten Zweiten Weltkrieges an ihrem Ankerplatz im Kola-Fjord und wurde 1949 wieder an die britische Marine zurückgegeben.

## Verbleib
Das Boot wurde am 9. Mai 1945, zusammen mit zwölf anderen Booten in Trondheim an die Royal Navy übergeben. Während die anderen Boote Ende Mai 1945 nach Loch Ryan in Schottland oder in den Hafen von Londonderry im nordirischen Lisahally überführt wurden, blieb U 315 wegen mangelnder Seetüchtigkeit in Trondheim und wurde dort der norwegischen Marine als Kriegsbeute zugesprochen. Da es in keinem guten Zustand mehr war, wurde es nicht mehr in Dienst gestellt, sondern im März 1947 verschrottet.